# Bernd Otto
Bernd Otto (* 9. September 1940 in Wuppertal) ist ein deutscher Manager. Er ist ehemaliger Vorstandsvorsitzender des Handelsunternehmens co op AG, Frankfurt am Main. Er war einer der Hauptangeklagten bei dem Wirtschaftsstrafverfahren im Zusammenhang mit dem co-op-Skandal Ende der 1980er Jahre.

## Leben
Otto erlernte zunächst das Handwerk des Färbers. Über den Zweiten Bildungsweg erhielt er die Hochschulreife und studierte Wirtschaftswissenschaften an der Universität Köln. Das Studium schloss er 1966 als Diplom-Volkswirt ab. Danach war er Sekretär beim Deutschen Gewerkschaftsbund in Frankfurt. Berufsbegleitend promovierte er bei Otto Blume 1970 zum Thema: „Die Bemühungen der Gewerkschaften im Deutschen Reich und in der Bundesrepublik Deutschland um eine Konzeption überbetrieblicher Mitbestimmung“. 1974 wechselte er als Arbeitsdirektor zur zwei Jahre zuvor als Aktiengesellschaft gegründeten co op AG; ab 1980 war er deren Vorstandsvorsitzender.

## co op AG und Strafverfahren
Die Aktien der co op AG wurden 1987 an die Börse gebracht. Im Oktober 1988 veröffentlichte Der Spiegel unter dem Titel Umgebaut und ausgehöhlt einen kritischen Artikel über Bilanzmanipulationen und Vermögensverschiebungen bei der Gesellschaft. Otto und seine beiden Vorstandskollegen, Dieter Hoffmann und Werner Caspar, wurden daraufhin im Dezember 1988 fristlos entlassen.
Den Vorstandsmitgliedern wurde vorgeworfen, dass sie sich im Verlauf der 80er Jahre über ausländische Gesellschaften, Stiftungen und Treuhandkonstruktionen am co-op-Konzern unrechtmäßig bereichert hätten. Otto verschwand zunächst nach Südafrika, kehrte aber im Dezember 1989 wieder freiwillig nach Deutschland zurück. Nach zwei Jahren Untersuchungshaft und nach Zahlung einer Kaution von 500.000 DM wurde er auf freien Fuß gesetzt. Im Februar 1992 begann der Prozess wegen Betrugs, Untreue, persönlicher Bereicherung und Bilanzfälschung. Otto war teilweise geständig. Im Juni 1993 wurde er vom Schwurgericht Frankfurt wegen Untreue in drei Fällen sowie Verletzung der Fürsorgepflicht zu viereinhalb Jahren Gefängnis verurteilt, wovon er drei Jahre und fünf Monate in der Haft verbüßte.
Anstelle von zwei Milliarden wurde der entstandene Schaden auf nur zwanzig Millionen Mark beziffert. Viele Vorgänge blieben bei dem Gerichtsverfahren allerdings ungeklärt.

## Mediale Rezeption
Unter dem Titel Kollege Otto – Die Coop-Affäre drehte der Regisseur Heinrich Breloer 1991 ein Doku-Drama über den Skandal; bei seiner Ausstrahlung fand der Film, in dem Otto von Rainer Hunold verkörpert wird, große Aufmerksamkeit in der Öffentlichkeit. Otto veröffentlichte 1996 ein Buch mit dem Titel Der co op-Skandal. Ein Rezensent der Zeit bezeichnete Otto als wenig einsichtig und selbstgerecht; ein FAZ-Rezensent schrieb, das Buch sei letztlich nichts als eine Rechtfertigung.

## Zitat
„Wenn man sich dreht, verliert man die Anerkennung derjenigen, zu denen man gehört hat. Man bekommt nie die Anerkennung derjenigen, zu denen man gehören möchte.“